# Caldas (ort i Colombia, Antioquia, lat 6,09, long -75,64)
Caldas är en ort i Colombia.   Den ligger i departementet Antioquía, i den centrala delen av landet, 240 km nordväst om huvudstaden Bogotá. Caldas ligger 1 756 meter över havet och antalet invånare är 65 565.
Terrängen runt Caldas är kuperad västerut, men österut är den bergig. Runt Caldas är det ganska tätbefolkat, med 70 invånare per kvadratkilometer. Närmaste större samhälle är Medellín, 19,5 km norr om Caldas. I omgivningarna runt Caldas växer i huvudsak städsegrön lövskog.